# 777 до н. е.

## Події
Цар Урарту Аргішті І захопив Мілід (тепер Малатья в Туреччині). перерізавши зв'язок Ассирії з районами, де добувалася важлива сировина, зокрема, залізна руда.